# Naisey-les-Granges
 Naisey-les-Granges  es una población y comuna francesa, en la región de Franco Condado, departamento de Doubs, en el distrito de Besançon y cantón de Roulans.

## Demografía
| 435 | 436 | 442 | 470 | 534 | 597 |
| Para los censos de 1962 a 1999 la población legal corresponde a la población sin duplicidades (Fuente: INSEE [Consultar]) |     |     |     |     |     |